# محمود دوم
محمود دوم (به زبان ترکی عثمانی: محمود ثانی) (زاده ۲۰ ژوئیه ۱۷۸۹ – درگذشته ۱ ژوئیه ۱۸۳۹ میلادی) سی‌امین سلطان امپراتوری عثمانی بود که از سال ۱۸۰۸ تا زمان مرگش در ۱۸۳۹ حکومت کرد. او در کاخ توپ‌قاپی در قسطنطنیه زاده شد. او پسر سلطان عبدالحمید یکم بود. دوره حکومت او بیشتر به خاطر انجام اصلاحات در امور اداری، نظامی و مالی و به ویژه دوره تنظیمات او معروف و شناخته شده‌است که این اصلاحات و تغییرات توسط پسران وی عبدالمجید یکم و عبدالعزیز یکم نیز ادامه یافت.

## زندگی‌نامه
محمود دوم فرزند سلطان عبدالحمید یکم، در سال ۱۷۸۵ به دنیا آمد. بعد از عزل مصطفی چهارم در سال ۱۸۰۸ و در سن ۲۴سالگی قدرت امپراطوری عثمانی را به دست گرفت. اولین اقدام وی انحلال تشکیلات قوات ویژه (انکشاریه) بود و آنها را کاملاً سرکوب کرد. محمود در دوران قدرت خود شاهد جنگ خونینی در مرزهای روسیه، اتریش و رومانی بود و مستقیماً با سه کشور مورد اشاره روبرو شد و از طرف دیگر با توجه به انقلاب صنعتی فرانسه و انقلابات دیگری که به پیروی از انقلاب فرانسه به وقوع پیوستند، در کشورهای اروپائی اوضاع کاملاً در حال تغییر بود و هر روز در اثر حمله و هجوم پیاپی از طریق روسیه و نیروهای داخلی، استانبول تحت محاصره قرار می‌گرفت و روسیه تا وسط ترکیه پیش روی و شهر ادرنه را اشغال کرد. دولتهای اروپایی از ترس اینکه استانبول در اشغال روسیه قرار گیرد، شروع به میانجیگری کردند و بین عثمانی‌ها و روسیه آتش‌بس و صلحنامه در سال ۱۸۲۶ امضاء شد و روسیه با گرفتن امتیازاتی، تا حد زیادی بر ترکیه صاحب نفوذ گردید.

## ظهور وهابیت در شبه جزیره عربستان
آل سعود که اخیراً تفسیری تحت اللفظی حنبلی از اسلام را پذیرفته بود که پیروی نظریات ابن تیمیه و محمد بن عبدالوهاب بود که با اعتقادات سلاطین عثمانی در تضاد بود و این باعث بروز اختلاف میان سعودی‌های وهابی با سلاطین حنفی مذهب عثمانی شد.
در سال ۱۸۰۲، مقبره حسین بن علی امام سوم شیعیان در کربلا توسط ارتش عبدالعزیز بن محمد آل سعود تخریب شد که باعث خشم و شوک کل جهان اسلام شد. سپس این امر با تصرف منطقه حجاز و شهرهای مقدس مکه و مدینه توسط سعود بن عبدالعزیز در سال ۱۸۰۵ و حذف نام خلیفه عثمانی از خطبه‌های نماز به اوج خود رسید. در نتیجه مقامات عثمانی در شرایطی قرار گرفتند که مجبور شدند سعودی‌ها را به خاطر جنایاتشان مجازات کنند. در حالی که ارتش اصلی عثمانی در اروپا گره خورده بود، محمود دوم به عنوان نگهبان اماکن مذهبی اسلام و خلیفه مسلمانان، به محمدعلی پاشا والی مصر دستور داد یک نیروی مصری برای شکست و سرکوب حکام سعودی به شبه جزیره عربستان اعزام کند. محمدعلی به نوبه خود پسرش توسون را به رهبری یک لشکرکشی نظامی در سال ۱۸۱۱ منصوب کرد. با این حال، حمله دوم در سال ۱۸۱۲ آغاز شد که موفق به بازپس‌گیری حجاز و شهرهای مکه و مدینه شد.
در حالی که لشکرکشی موفقیت‌آمیز بود، قدرت سعودی‌ها به‌طور کامل شکسته نشد. آنها به آزار و اذیت نیروهای عثمانی و مصر از منطقه مرکزی شبه جزیره ادامه دادند. در نتیجه، محمدعلی یکی دیگر از پسرانش، ابراهیم پاشا را در راس ارتش دیگری فرستاد تا در نهایت سعودی‌ها را شکست دهد. در سال ۱۸۱۸، پس از یک لشکرکشی دو ساله، سعودی‌ها سرکوب شدند و بیشتر خانواده سعودی اسیر شدند. رهبر خانواده، عبدالله بن سعود به قاهره و سپس استانبول فرستاده و بعد از ۴ روز زندانی شدن در ملاء عام، اعدام شد.

## اقدامات
سلطان محمود به تقلید از غرب دستور داد علماء به جای عمامه از تربوش استفاده کنند. سپس دستور داد لباس فرم غربی را به عنوان لباس رسمی نظامیان جایگزین کنند. او در سال‌های پایانی قدرتش برای حفظ جایگاه خود خیلی کوشید، ولی اقدامات وی با توجه به تحریکات فرانسه و شیطنت‌های انگلیس و روسیه و جنبش ملی و مذهبی داخلی به جایی نرسید و در سال ۱۸۳۹ میلادی فوت کرد.

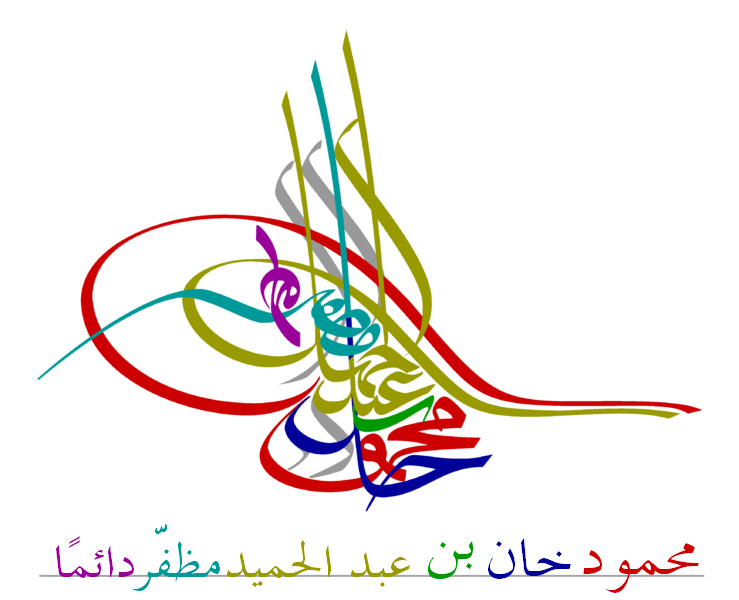
طغرای محمود دوم

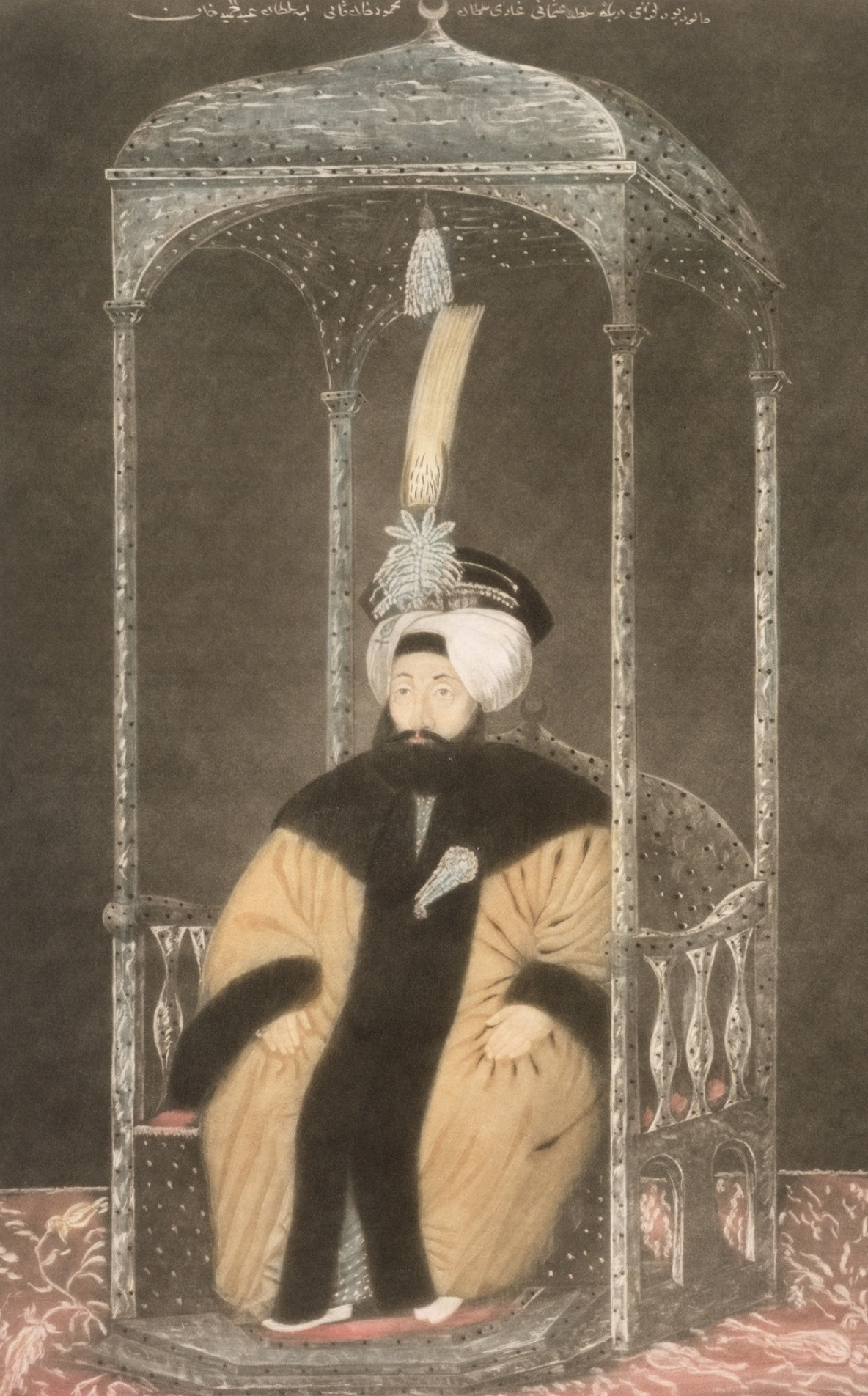
محمود دوم پیش از تغییر لباس خود

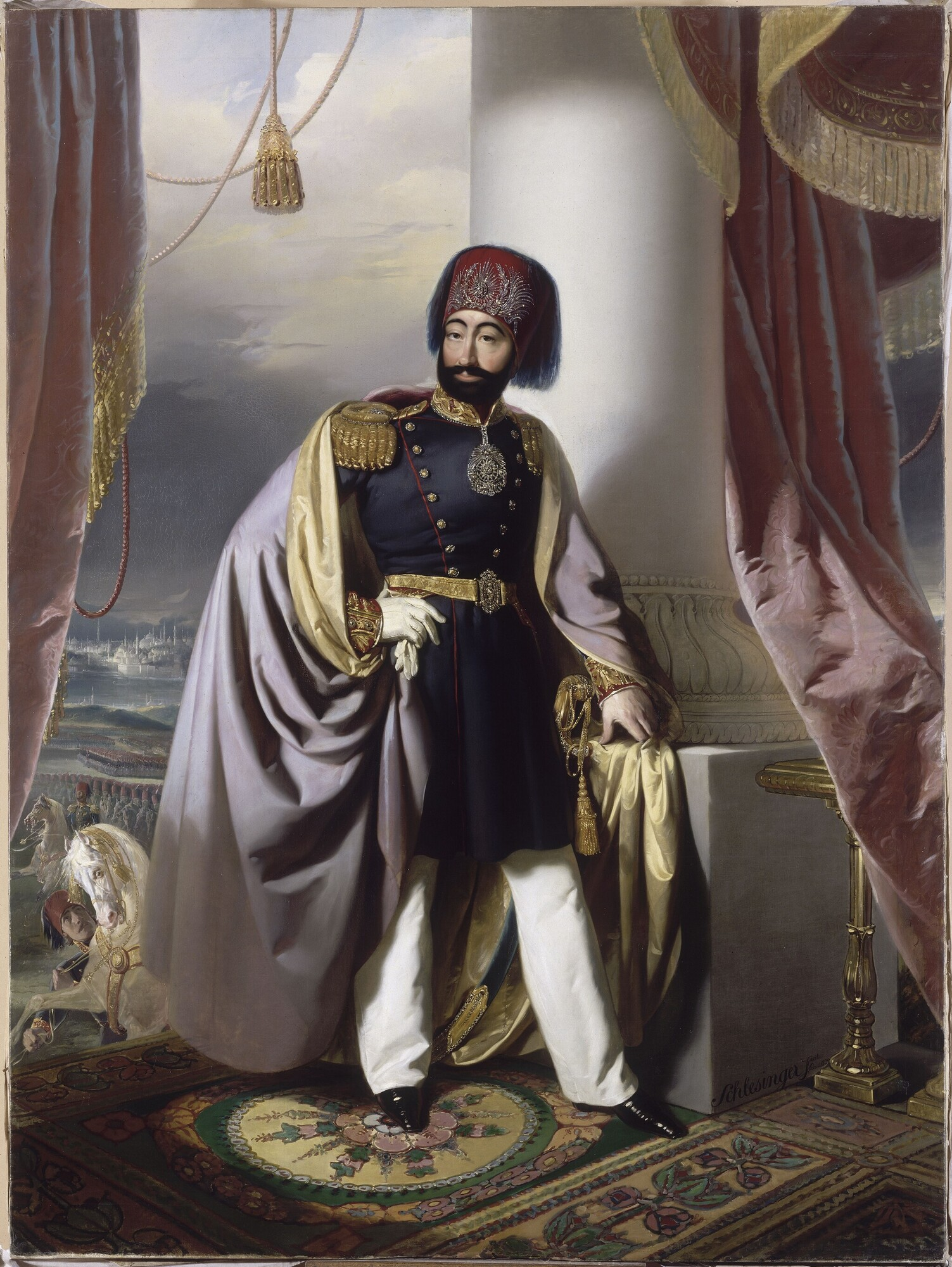
محمود دوم پس از تغییر لباس خود سال۱۸۲۶

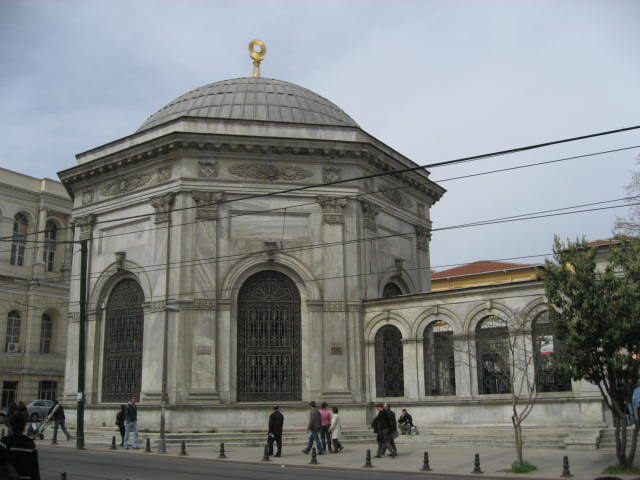
آرامگاه محمود دوم